# 釜座通

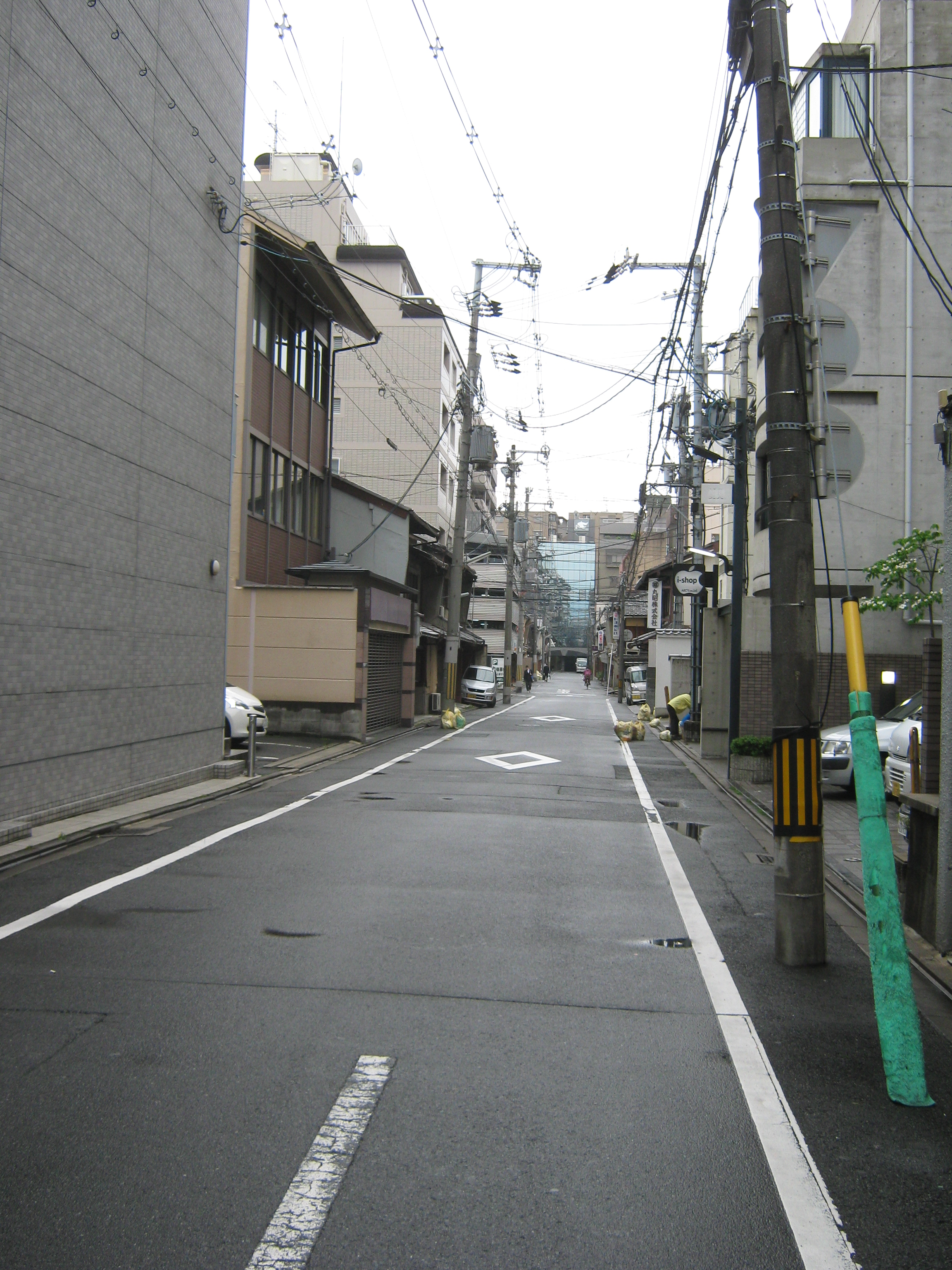
釜座通、京都市中京区。釜座御池から南を望む。画面奥の突き当たりが釜座三条。

釜座通（かまんざどおり）は京都市の南北の通りの一つ。北は下立売通から、南は三条通までの1.2km。下立売通と丸太町通の間は京都府庁の正面にあたり、街路樹をもつ幅の広い道である。丸太町通から南は北行の一方通行の狭い道となる。また南へ延長した線上の仏光寺通と七条通の間には若宮通がある。
平安京には存在せず、豊臣秀吉の京都改造（天正の地割）後に作られた道である。梵鐘や茶釜の鋳造を行う三条釜座があった場所であり、最も古い釜師である大西家がこの地に残ることからこの名がある。

## 沿道の主な施設
- 京都府庁・京都府警察本部
- 京都第二赤十字病院
- 京都市上京消防署
- 京都市中京消防署-梅屋消防分団
- 梅屋広場（旧京都市立梅屋小学校跡）
- 京都銀行府庁前支店
- 大西清右衛門 - 三条釜座の京釜師

## 若宮通
若宮通（わかみやどおり）は京都市の南北の通りの一つ。北は高辻通から南は七条通まで。全線北行きの一方通行である。通りの名はかつて左女牛（現：花屋町）西洞院に若宮八幡宮社があったことに因む。